# Axel Zingle
Axel Zingle (Mulhouse, 18 de dezembro de 1998) é um desportista francês que compete no ciclismo nas modalidades de montanha, na disciplina de cross-country, e rota. Ganhou uma medalha de prata no Campeonato Europeu de Ciclismo de Montanha de 2016, na prova por relevos.

## Palmarés internacional
| Campeonato Europeu | Campeonato Europeu  | Campeonato Europeu | Campeonato Europeu |
| Ano                | Lugar               | Medalha            | Competição         |
| ------------------ | ------------------- | ------------------ | ------------------ |
| 2016               | Huskvarna ( Suécia) | Medalha de prata   | Cross-country      |

## Palmarés
- 2021
  - 1 etapa do Tour de Guadalupe

- 2022
  - Route Adélie
  - 3.º no Campeonato da França em Estrada 
  - 1 etapa da Arctic Race da Noruega
  - Famenne Ardenne Classic

- 2023
  - Clássica de Loire-Atlantique

## Resultados em Grandes Voltas
| Corrida | Corrida         | 2022 | 2023 |
| ------- | --------------- | ---- | ---- |
|         | Giro d'Italia   | —    | —    |
|         | Tour de France  | —    |      |
|         | Volta a Espanha | —    | —    |

—: não participa
Ab.: abandono